# NGC 5890
NGC 5890 ist eine Linsenförmige Galaxie vom Hubble-Typ S0a mit ausgedehnten Sternentstehungsgebieten im Sternbild Waage auf der Ekliptik. Sie ist schätzungsweise 93 Millionen Lichtjahre von der Milchstraße entfernt und hat einen Durchmesser von etwa 55.000 Lichtjahren. Vom Sonnensystem aus entfernt sich das Objekt mit einer errechneten Radialgeschwindigkeit von näherungsweise 2.100 Kilometern pro Sekunde.
Im selben Himmelsareal befinden sich unter anderem die Galaxien PGC 875638, PGC 880164, PGC 882159, PGC 882580.
Das Objekt wurde im Jahr 1886 von Ormond Stone entdeckt.